# Vino de arroz

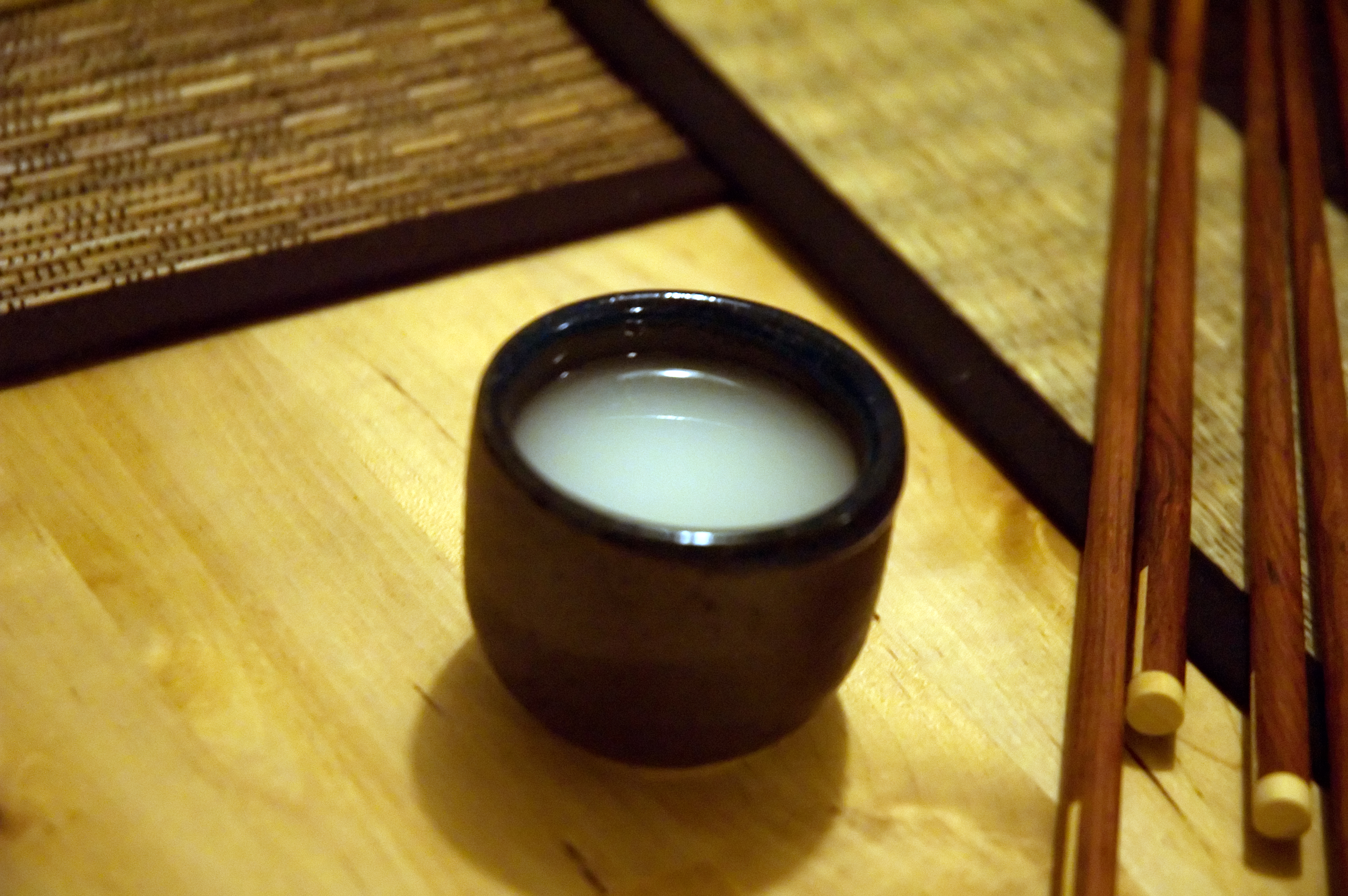
Taza de Nigori sake, vino de arroz japonés sin filtrar.

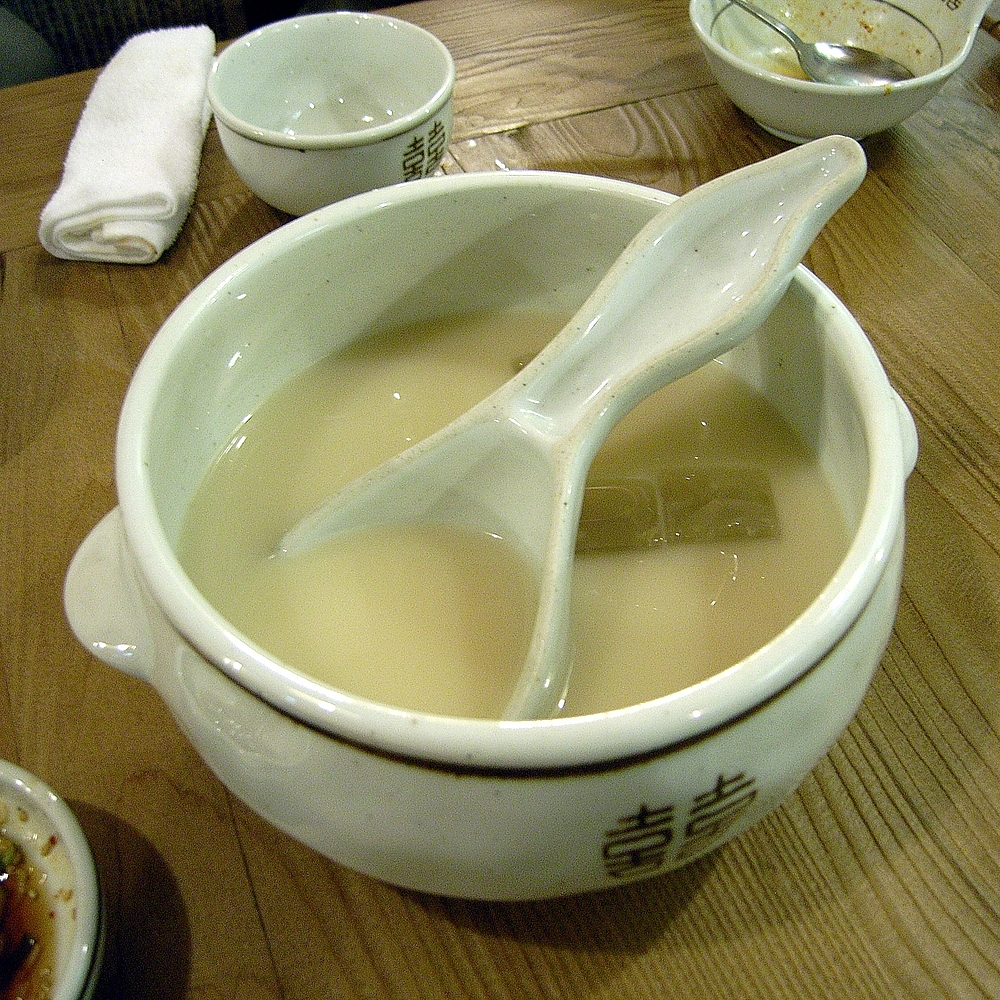
Taza de Makgeolli.

Vino de arroz (para la versión china, en chino simplificado y tradicional, 米酒; pinyin, mǐjiǔ; literalmente, ‘alcohol de arroz’) se refiere a una bebida alcohólica elaborada de arroz. Típica de cocina asiática. Aunque se denomina "vino", no se elabora mediante la misma fermentación que se le realiza a las uva u otras frutas, y se elabora de forma similar a la cerveza; por lo que se emplean los procesos de elaboración de la cerveza, pero utilizando el grano de arroz. El vino de arroz suele tener un contenido alcohólico entre 18-25% (superior al vino, 10-14% y al de la cerveza, 4-8%), aunque hay versiones más desalcoholizadas con una graduación similar a la cerveza.

## Historia
Según algunas fuentes la preparación del vino de arroz comenzó en China, a lo largo del río Yangzi alrededor del 4800 a. C. y posteriormente el método fue exportado a Japón. Otra teoría explica que la preparación de sake comenzó en el siglo III en Japón con el advenimiento del cultivo húmedo del arroz. La combinación del agua con el arroz resultó en la fermentación y aparición de moho en este.
El vino de mijo chino, xǐaomǐ jǐu (小米酒), hecho de la misma manera, aparece mencionado en inscripciones desde el siglo XIV a. C. cuando se ofrecía a los dioses en los rituales religiosos. Después, aproximadamente en el siglo VIII a. C., el vino de arroz, mǐ jǐu (米酒) con una fórmula muy similar a la del sake japonés, alcanzó gran popularidad en China.

## Variedades
Algunos tipos de vino de arroz en el mundo son:
- Cheongju - vino de arroz de la cocina coreana.
  - Beopju - una variedad cheongju.
- Mijiu - una especie de vino dulce de Chino/licor, generalmente se sirve como un postre en el sur de China.
- Sake - vino de arroz tradicional de la cocina japonesa.
  - Awamori - una bebida alcohólica indígena y única de Okinawa. Japón.
- Makgeolli - una bebida tradicional alcohólica de Corea.
- Sonti - vino de arroz cocina india.
- Lihing - vino de arroz de Kadazan (Sabah, Borneo).
- Tuak - vino de arroz de Iban (Sarawak, Borneo).
- Sato - vino de arroz Tailandés, originario de la región de Isan.

Otros tipos de vino incluyen:
- Mirin - vino dulce japonés de arroz empleado para cocinar.
- Soju - bebida alcohólica coreana, a menudo confudido con vino de arroz, casi siempre en combinación con ingredientes como el trigo, cebada, o batata.
- Shochu - bebida alcohólica japonesa, puede ser elaborado de arroz, avena, batata, o caña de azúcar.
- Ruou de nep - vino de Vietnam.
- Raksi - Vino de arroz del Tíbet y el Nepal.
- Vino Snake.